# Bradleystrandesia mollis
Bradleystrandesia mollis är en kräftdjursart som först beskrevs av N. C. Furtos 1936.  Bradleystrandesia mollis ingår i släktet Bradleystrandesia och familjen Cyprididae. Inga underarter finns listade.